# Ronde van Overijssel 2021
Ronde van Overijssel 2021 skulle have været den 68. udgave af det hollandske cykelløb Ronde van Overijssel, men blev aflyst på grund af coronaviruspandemien. Det 200 km lange linjeløb skulle køres den 1. maj 2021 med start og mål i Rijssen i provinsen Overijssel. Løbet var planlagt som en del af UCI Europe Tour 2021. Den oprindelige 68. udgave blev i 2020 også aflyst på grund af coronaviruspandemien.